# Zbigniew Drzewiecki

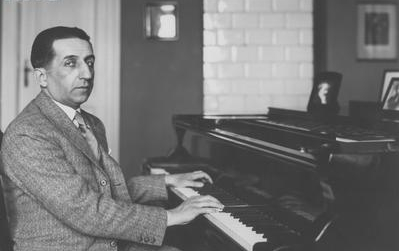
Zbigniew Drzewiecki (vor 1939)

Zbigniew Drzewiecki (* 8. April 1890 in Warschau; † 11. April 1971 ebenda) war ein polnischer Pianist und Musikpädagoge.

## Leben
Drzewiecki hatte zunächst Klavierunterricht bei seinem Vater, dann bei Feliks Konopasek, Włodzimierz Oberfelt und Robert Becker. Daneben studierte er Musiktheorie und Violine bei Ignacy Pilecki. 1909 ging er für ein technisches Studium nach Wien und besuchte dort die Klavierklasse von Carl Prohaska an der Musikakademie. Er setzte dann seine musikalische Ausbildung bei Paul de Conne und in Brünn bei Heinrich Janoch fort. Zwischen 1911 und 1915 studierte er bei der Leschetizky-Schülerin Marie Prentner in Wien. 1928 vervollkommnete er seine Ausbildung bei Ignacy Jan Paderewski.
Als Konzertpianist debütierte er 1915 in der Warschauer Philharmonie, es folgten Konzertreisen nach Frankreich, Österreich, in die Tschechoslowakei, nach Rumänien, Schweden und Lettland. Im Mittelpunkt seines Repertoires stand das Werk Fryderyk Chopins, daneben spielte er neben der großen Klavierliteratur der Klassik und Romantik auch häufig Werke zeitgenössischer polnischer Komponisten wie Michał Kondracki, Jan Maklakiewicz, Ignacy Jan Paderewski, Roman Palester, Bolesław Szabelski, Antoni Szałowski und Karol Szymanowski. 
Ab 1916 unterrichtete er am Musikinstitut in Warschau, 1931 wurde er Professor für die fortgeschrittenen Klavierkurse am Warschauer Konservatorium. Daneben unterrichtete er auch an den Konservatorien von Lemberg und Krakau. Während der deutschen Besatzung gab Drzewiecki in Warschau im Untergrund Konzerte und Musikunterricht. 1945 organisierte er die Wiedereröffnung der Musikakademie Krakau und wurde deren erster Rektor nach dem Krieg. Ab 1955 war er zudem Professor an der Staatlichen Musikhochschule in Warschau. An beiden Schulen unterrichtete er bis zu seinem Ruhestand 1961. Zu seinen zahlreichen Schülern zählen Konzertpianisten wie Jan Bereżyński, Felicja Blumental, Jan Ekier, Roman Jasiński, Aleksander Kagan, Bolesław Kon, Michał Kondracki, Sergiusz Nadgryzowski und Tatiana Woytaszewska in der Vorkriegszeit, und nach 1945 Ryszard Bakst, Halina Czerny-Stefańska, Lidia Grychtołówna, Fou Ts’ong, Adam Harasiewicz, Waldemar Maciszewski, Włodzimierz Obidowicz, Teresa Rutkowska und Regina Smendzianka.
Drzewiecki gehörte zu den Mitinitiatoren des Internationalen Chopin-Wettbewerbs. Seit der Gründung 1927 zählte er vielfach zu dessen Juroren; 1949, 1955, 1960 und 1965 leitete er die Jury. Daneben betätigte er sich als Musikjournalist und gab Werke von Domenico Scarlatti, Georg Friedrich Händel, Wolfgang Amadeus Mozart, Ludwig van Beethoven, Carl Czerny, Franciszek Lessel und Karol Szymanowski heraus.